# Обнинская волейбольная школа
О́бнинская волейбо́льная шко́ла (Обнинская школа волейбола) — уникальная методика спортивной подготовки детей, сложившаяся вокруг личности детского волейбольного тренера Владимира Викторовича Питанова в Обнинске.
Годом создания считается 1965-й, когда двадцатиоднолетний тренер Владимир Питанов начал заниматься в Обнинске с восьмилетним Александром Савиным.
Обнинская волейбольная школа базируется в СДЮСШОР № 1 по волейболу Александра Савина (имя Александра Савина присвоено школе в 1982 году с его согласия).
На базе обнинской волейбольной школы в 2004 году был создан женский волейбольный клуб «Обнинск».

## История
В 1978 году сборная Калужской области, сформированная главным образом из воспитанников обнинской ДЮСШ 1963 года рождения, стала чемпионом РСФСР. В состав команды входили Ярослав Антонов и Андрей Волов, признанный лучшим связующим чемпионата.

## Тренеры
- Владимир Питанов (р. 1946)
- Сергей Новиков (1957—2012)[2]
- Игорь Орешин (р. 1964)[1]
- Елена Новикова[1]
- Александр Швед (р. 1966)[1]
- Ирина Ярзуткина (р. 1965)[1]
- Н. Григорьева[1]
- Е. Масалёва[1]
- Ирина Бакаева[3]
- Игорь Олефир (р. 1961)

## Известные воспитанники
- Александр Савин (р. 1957)
- Сергей Цветнов (р. 1957) — тренер (с 1981 года), старший тренер (с 1991 года) мужской команды «Искра» РВСН (Одинцово), обладателя Кубка СССР 1986 и 1987 гг., бронзового призёра чемпионата России 1999 и 2000 года, серебряного призёра 1994 года. Старший тренер мужской сборной команды России, чемпиона Европы 1998 года, чемпиона мира 1999 года.
- Олег Павлович (р. 1960)[4]
- Ярослав Антонов (р. 1963)
- Олег Антонов (р. 1970)[5]
- Георгий Ряжнов (р. 1970) — трёхкратный чемпион Ирана, вице-чемпион Ливана, серебряный и бронзовый призёр чемпионата Азии среди клубных команд[5].
- Николай Харитонов (р. 1990)[4]
- Сергей Киндинов (р. 1991) — бронзовый призёр чемпионата Европы среди юниоров (2009), чемпион Европы среди молодёжных команд (2010). Занимался в СДЮСШОР № 1 г. Обнинска семь лет[2].
- Артём Ярзуткин (р. 1996)
- Олег Стояновский (р. 1996) — чемпион мира по пляжному волейболу (2019).

## Достижения
- Высочайшим достижением обнинской волейбольной школы считается её первый ученик Александр Савин, признававшийся дважды лучшим волейболистом мира (1978, 1982) и лучшим волейболистом десятилетия (1970—1980)[1].
- В 1987 году лучшим волейболистом мира был признан другой воспитанник обнинской волейбольной школы — Ярослав Антонов[1].